# إرما كابيسي مينوتولو
إرما كابيسي مينوتولو (بالإيطالية: Irma Capece Minutolo)‏ أميرة كانوسا، (ولدت عام 1935) إيطالية الأصل، عملت مغنية أوبرا، كانت صديقة للملك فاروق الأول ملك مصر، ولدت في أسرة نبيلة من نابولي وحملت لقب أميرة منذ الميلاد.

## روابط خارجية
- إرما كابيسي مينوتولو على موقع IMDb (الإنجليزية)
- إرما كابيسي مينوتولو على موقع قاعدة بيانات الفيلم (الإنجليزية)